# Place du Théâtre (Lille)
Pour les articles homonymes, voir Place du Théâtre.
La place du Théâtre est un espace public urbain de la commune de Lille dans le département français du Nord.
L'origine de la place est liée à celle de la place du Général-de-Gaulle. Avant la construction de la bourse du commerce, « Vieille Bourse », les deux places n'en faisaient qu'une seule.
Contrairement à ce que son nom indique, la place ne borde pas de théâtre ; celui-ci a été brûlé et détruit en 1903. En remplacement, un opéra est érigé.

## Description

### Morphologie et accès
La place du Théâtre se situe au cœur de Lille entre le Vieux-Lille et la rue Faidherbe.
Elle est accessible depuis la rue Faidherbe, le boulevard Carnot, la rue Léon-Trullin, la rue des Manneliers et la rue Pierre Mauroy.
Ce site est desservi par les stations de métro Rihour et Gare Lille-Flandres.

### Dénomination
La place doit son nom à l'ancien théâtre qui bordait la place détruit par un incendie en 1903 et remplacé par un opéra.
La place est immatriculée « LR02 » parmi les îlots regroupés pour l'information statistique (IRIS) de Lille, tels que l'Insee les a établis en 1999.

## Historique
Jusqu'à construction du théâtre de Lille en 1785, la « Petite Place », à l'emplacement de l'actuelle place du théâtre, communiquait avec la place du Marché au Moyen-Âge puis nommée Grand'Place actuelle place du Général-de-Gaulle jusqu'à la construction de la bourse du commerce, « Vieille Bourse en 1652.
Les deux places n'était auparavant séparées que par quelques maisons de bois à l'emplacement des actuelles rue des Trois Couronnes et des Sept-Agaches.
Un poids public fut établi au bord de la Petite place en 1524. La halle échevinale siège du Magistrat (administration communale) y fut édifiée en 1585 en remplacement d'in ancien édifice, à l'emplacement du débouché de la rue Faidherbe sur la place avec un beffroi ensuite détruit.
L'administration communale se transféra au Palais Rihour en 1664 et le bâtiment de la halle échevinale fut détruit par le percement de la rue Faidherbe en 1870.
Pour remplacer la fontaine au Change disparue durant les travaux de la Bourse, une autre fut installée sur la petite place jusqu'en 1686.
.

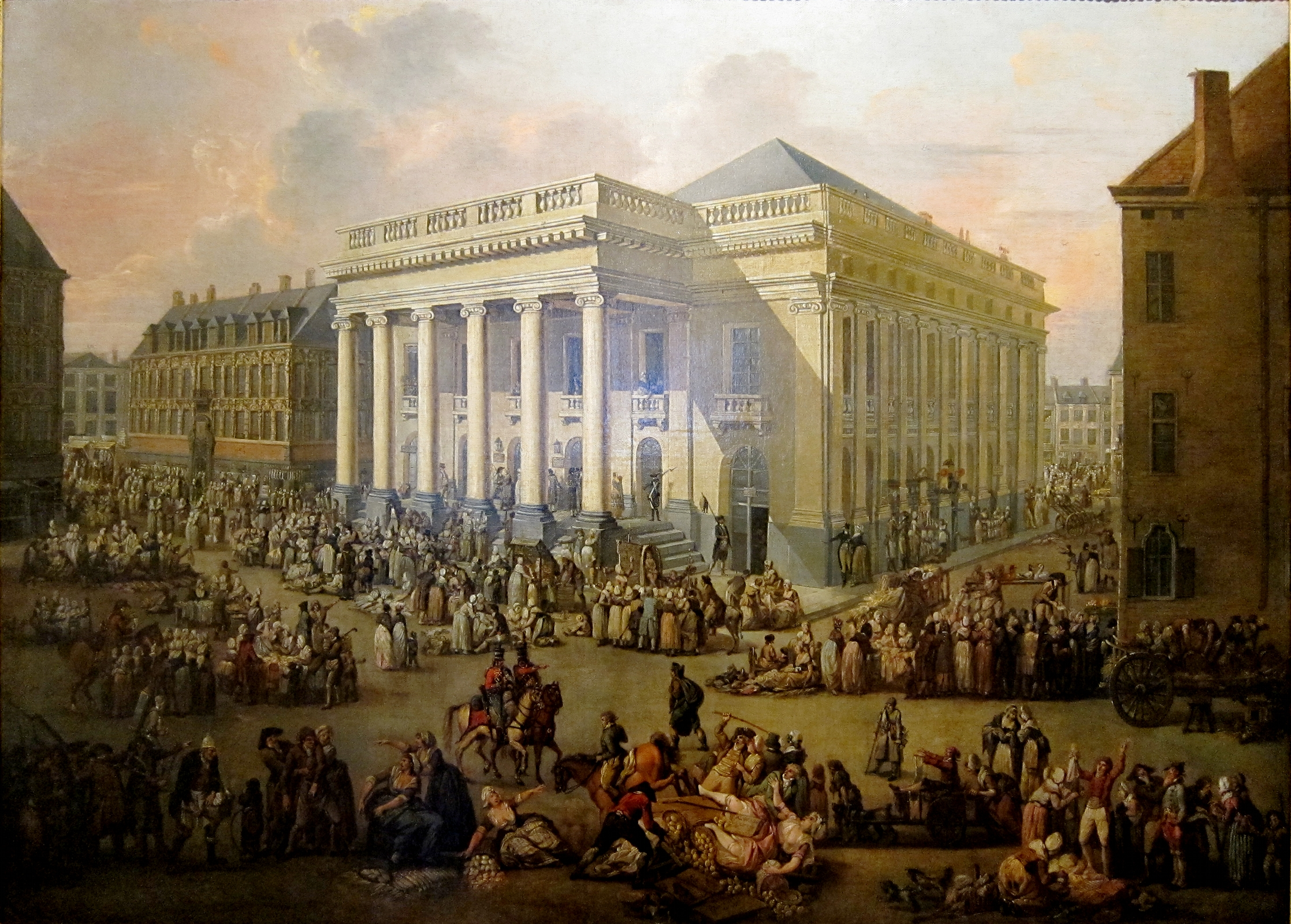
Le théâtre sur la place du Théâtre dans le tableau La Braderie de François Watteau.

Le théâtre dont la façade était face à l'arrivée de l'actuelle rue Faidherbe est édifié en 1785. Ce bâtiment  divise  la place nommée place du théâtre en deux parties, l'une donnant sur les rues de la Grande Chaussée, Pelletier et de la Bourse, l'autre sur la seule rue de Paris puis également sur la rue de la gare (actuelle rue Faidherbe) à l'ouverture de cette rue en 1870.
Ce théâtre est détruit par un incendie en 1903.Des fouilles archéologiques ont été effectuées l'année suivante dans les décombres du théâtre.
L'Opéra est construit à proximité de l'ancien théâtre à un emplacement proche, en recul ce qui permet d'agrandir la place sur laquelle est également édifiée la Nouvelle Bourse.
Le boulevard Carnot percé en 1906 débouche sur la place, à côté du nouvel opéra, à l'emplacement de l'étroite rue des Suaires.
En 1911, un triangle de retournement est mis en place pour le tramway de Lille - Roubaix - Tourcoing ; il est supprimé en 1983 lorsque le terminus est déplacée au deuxième sous-sol de la gare de Lille-Flandres.

## Architecture et monuments

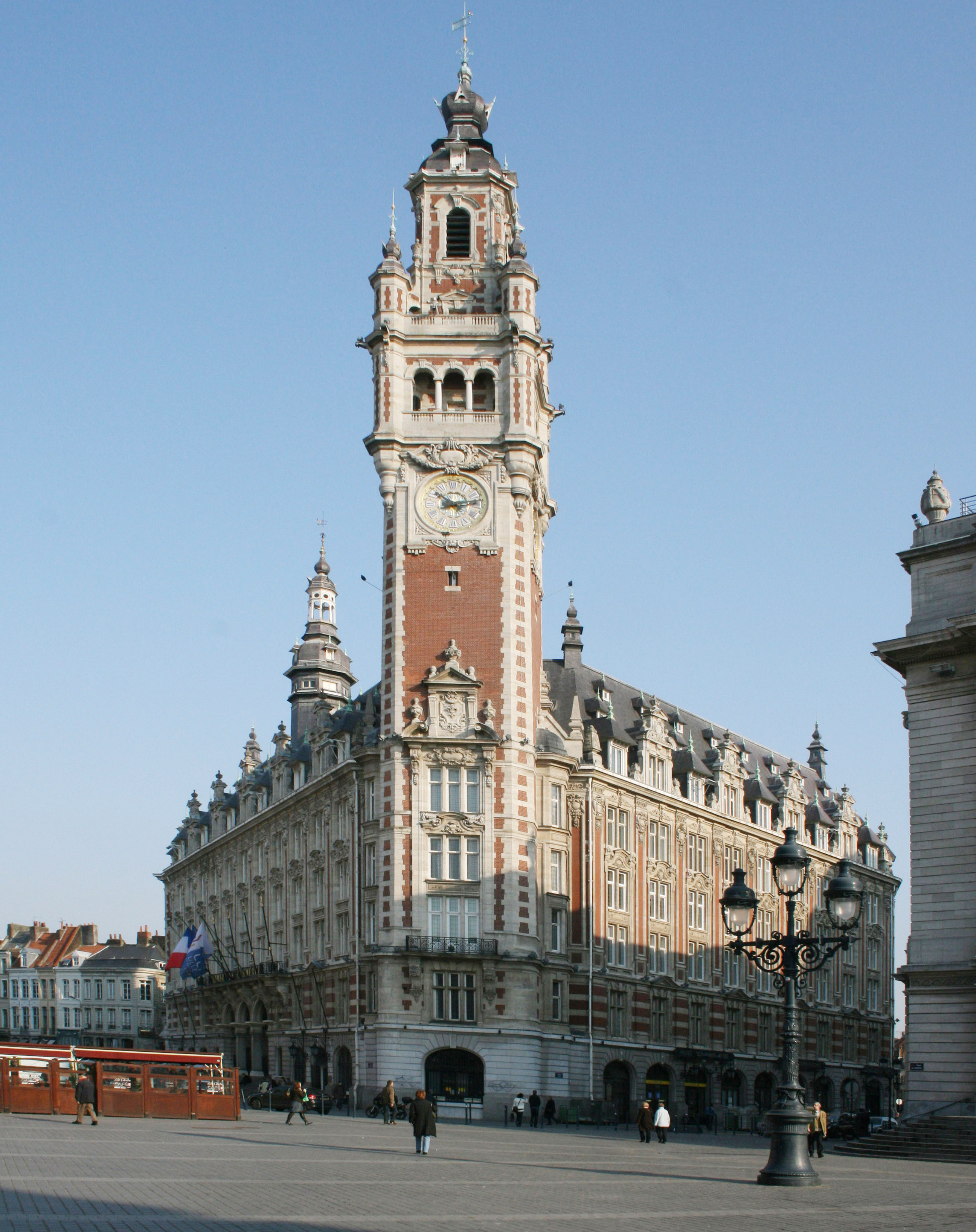
Nouvelle bourse ou chambre de commerce de Lille[7].
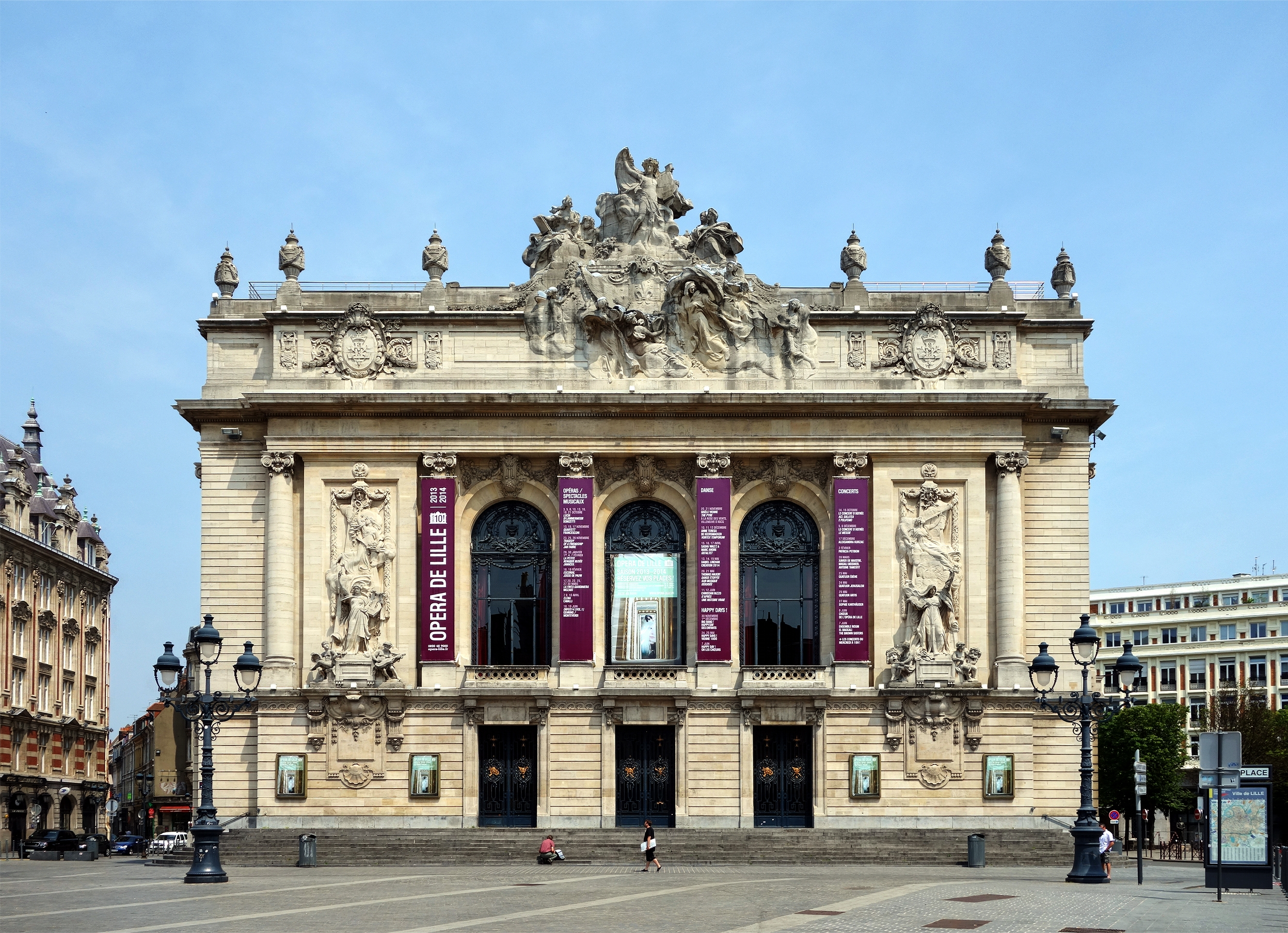
Opéra[7].
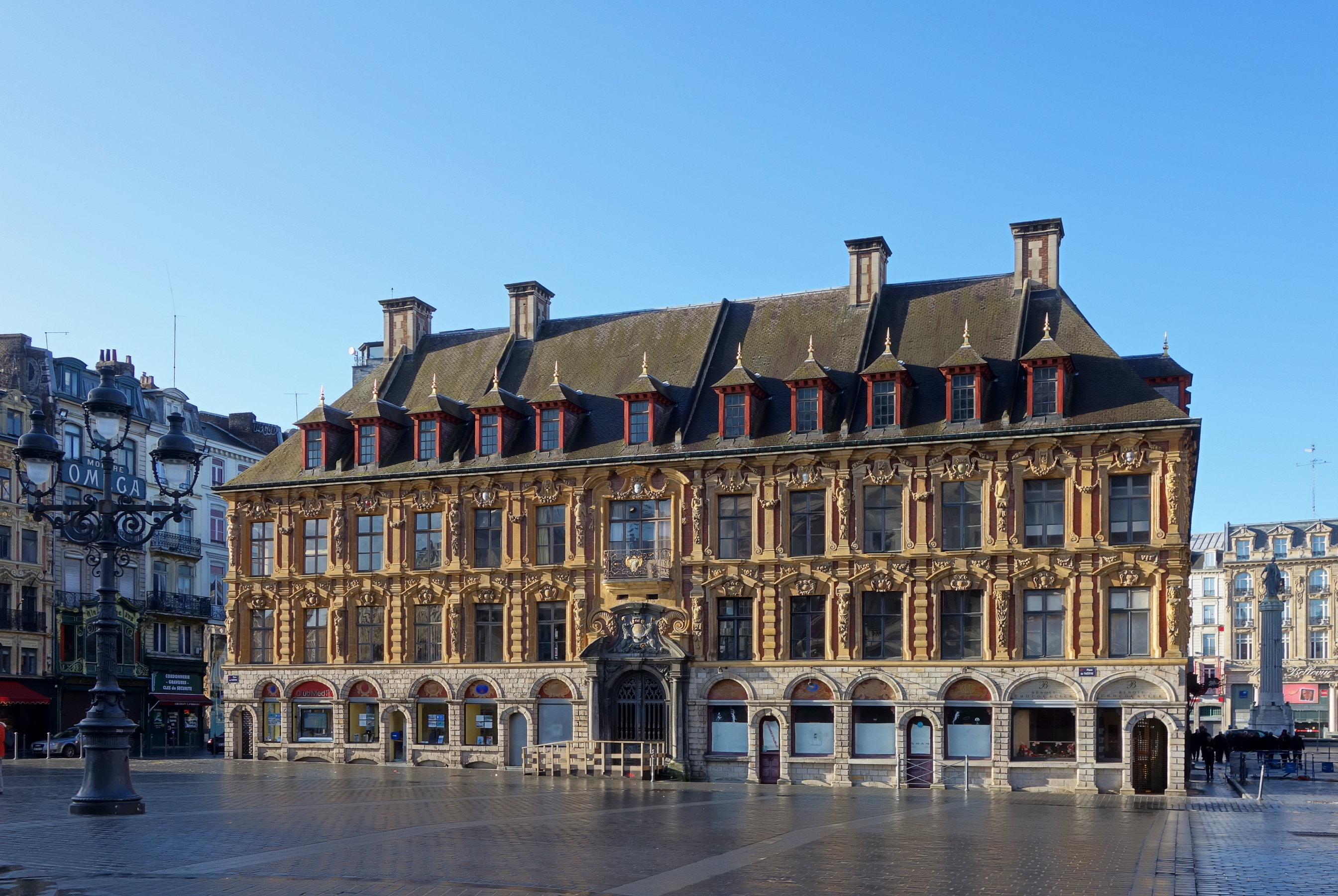
Vieille Bourse.
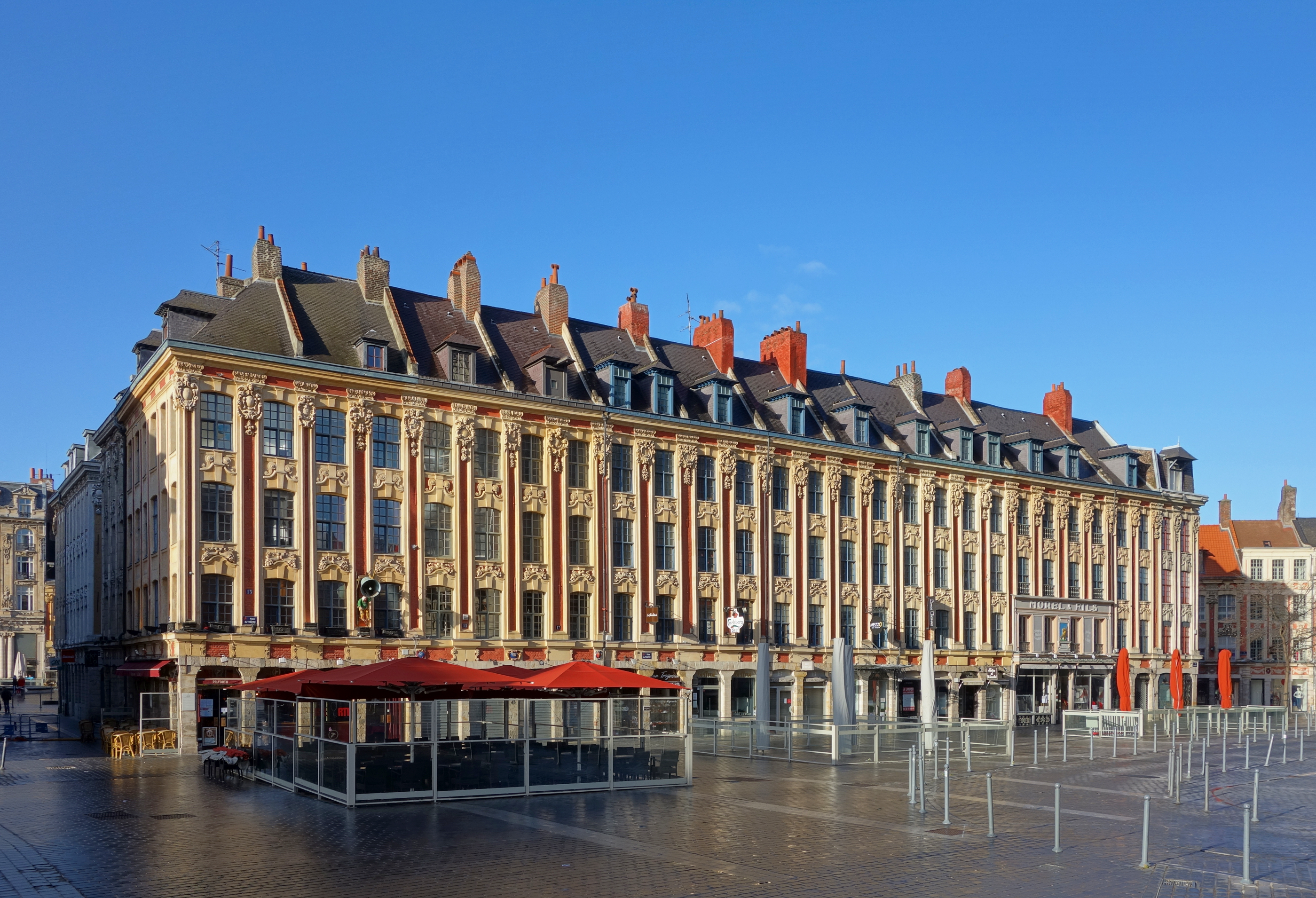
Rang de Beauregard[7].